# SB文庫
SB文庫（SBぶんこ）は、日本の出版社SBクリエイティブが発行する文庫本のレーベル。2007年11月にソフトバンク文庫として創刊。2013年10月、版元の社名変更に伴い現行名に改名した。

## 概要
ジャンルは特に定められていないが、主として知識・教養・サブカルチャーを扱うSB文庫NFと一般文芸を扱うSB文庫NV、エッセイ等の前二者に属さないタイトルを扱うSB文庫（無印）の3種類に大別される。
姉妹レーベルにライトノベルを中心とするGA文庫が存在するが、GA文庫は2006年1月創刊であり、SB文庫のほうが後発であるため、派生レーベルには当たらない。